# William Cuylle
William Cuylle (né le 5 février 2002 à Toronto dans la province de l'Ontario au Canada) est un joueur professionnel canadien de hockey sur glace. Il évolue au poste d'attaquant.

## Biographie

### Carrière en club
En 2018, il commence sa carrière junior dans la Ligue de hockey de l'Ontario avec les Spitfires de Windsor. Il est choisi au 2e tour, en 60e position par les Rangers de New York lors du repêchage d'entrée dans la LNH 2020. Lors de la saison 2020-2021, il joue ses premiers matchs en professionnel avec le Wolf Pack de Hartford, club-école des Rangers dans la Ligue américaine de hockey. Le 25 janvier 2023, il joue son premier match dans la Ligue nationale de hockey avec les Rangers face aux Maple Leafs de Toronto. Le 14 octobre 2023, il marque son premier but dans la LNH face aux Blue Jackets de Columbus.

### Carrière internationale
Il représente le Canada en sélections jeunes.

## Trophées et honneurs personnels

### LHO
- 2018-2019 : nommé dans la deuxième équipe des recrues.
- 2021-2022 : nommé dans la deuxième équipe des étoiles.

### LCH
- 2019-2020 : participe au match des meilleurs espoirs.

### LAH
- 2023 : participe au match des étoiles.

## Statistiques

### En club
| Saison     | Équipe                | Ligue      |    | Saison régulière | Saison régulière | Saison régulière | Saison régulière | Saison régulière |    | Séries éliminatoires | Séries éliminatoires | Séries éliminatoires | Séries éliminatoires | Séries éliminatoires |
| Saison     | Équipe                | Ligue      | PJ | B                | A                | Pts              | Pun              | PJ               | B  | A                    | Pts                  | Pun                  |                      |                      |
| 2018-2019  | Spitfires de Windsor  | LHO        | 63 | 26               | 15               | 41               | 50               | 4                | 2  | 1                    | 3                    | 6                    |                      |                      |
| 2019-2020  | Spitfires de Windsor  | LHO        | 62 | 22               | 20               | 42               | 37               | -                | -  | -                    | -                    | -                    |                      |                      |
| 2020-2021  | Wolf Pack de Hartford | LAH        | 18 | 2                | 3                | 5                | 35               | -                | -  | -                    | -                    | -                    |                      |                      |
| 2021-2022  | Spitfires de Windsor  | LHO        | 59 | 43               | 37               | 80               | 48               | 25               | 15 | 16                   | 31                   | 30                   |                      |                      |
| 2022-2023  | Rangers de New York   | LNH        | 4  | 0                | 0                | 0                | 10               | -                | -  | -                    | -                    | -                    |                      |                      |
| 2023-2024  | Wolf Pack de Hartford | LAH        | 69 | 25               | 20               | 45               | 59               | 9                | 1  | 2                    | 3                    | 2                    |                      |                      |
| 2023-2024  | Rangers de New York   | LNH        | 81 | 13               | 8                | 21               | 56               | 16               | 1  | 1                    | 2                    | 8                    |                      |                      |
| Totaux LNH | Totaux LNH            | Totaux LNH | 85 | 13               | 8                | 21               | 66               | 16               | 1  | 1                    | 2                    | 8                    |                      |                      |

### En équipe nationale
| Année | Compétition                 |   | PJ | B | A | Pts | Pun | +/-           |  | Résultat |
| 2022  | Championnat du monde junior | 7 | 2  | 2 | 4 | 25  | +4  | Médaille d'or |  |          |